# Liste der Wappen in Sachsen-Anhalt
Diese Liste mit ihren Unterlisten, die über die Navigationsleiste am Ende der Seite erreichbar sind, beinhaltet – geordnet nach der Verwaltungsgliederung – alle in der Wikipedia gelisteten Wappen des Landes Sachsen-Anhalt. Der größte Teil der 1016 Gemeinden des Landes (Stand: 1. März 2008) führt allerdings kein Wappen. Diese Listen zeigen darum nicht nur die Wappen, sondern auch die Informationen darüber, welche Wappen und Informationen in der Wikipedia fehlen oder welche Gemeinden nicht im Besitz eines Wappens sind. Die Fußnoten verweisen auf die Blasonierung des entsprechenden Wappens.
Nach der Ende 2010 abgeschlossenen Gemeindegebietsreform existieren nunmehr noch 218 rechtlich selbständige Gemeinden sowie 18 Verbandsgemeinden. Die Gemeinden, die anlässlich der Gemeindegebietsreform ihre rechtliche Existenz verloren haben, können ihre bis dahin geführten Wappen als Ortsteil der Gemeinde, in die sie aufgegangen sind, nach § 15 der Kommunalverfassung weiterführen. Damit soll insbesondere ein ehemals geführtes (Hoheits-)Zeichen als Symbol der Geschichte sowie der verlorengegangen rechtlichen Eigenständigkeit in Erinnerung gehalten werden. Soweit Ortsteile noch kein Wappen führen, können sie auch kein Wappen mehr annehmen, da sie als rechtlich unselbständige Gebietsstruktur nicht Träger originärer Rechte sind. Zudem wäre ein neu angenommenes Wappen auch nicht Teil der in Erinnerung zu haltenden Ortschronik.
Wie schon im Wappen Sachsen-Anhalts zu sehen ist, gehören die sächsischen Farben (Gold mit schwarzen Balken), der Preußische Adler, im Norden (in der Altmark) oft der Märkische Adler zur häufig auftretenden Symbolik. Im Gebiet der ehemaligen anhaltischen Fürstentümer findet man die aus diesen Häusern stammenden Wappenbilder, so den Bären auf einer Mauer im ehemaligen Anhalt-Bernburg.

## Wappen des Bundeslandes Sachsen-Anhalt

Karte Sachsen-Anhalt, Deutschland
Landeswappen [1] Sachsen-Anhalt (Artikel) (Rautenkranz) (Preußischer Adler) (Bär (Wappentier))

### Historische Wappen des Landes

Wappen der Provinz Sachsen 1927[2]
Landeswappen Sachsen-Anhalts 1948–52[3]

## Wappen der kreisfreien Städte in Sachsen-Anhalt

kreisfreie Stadt Dessau-Roßlau[4] (Details)
kreisfreie Stadt Halle (Saale)[5] (Details)
Landeshauptstadt Magdeburg[6] (Details)

### Historische Wappen und Ortsteile der kreisfreien Städte
- Dessau-Roßlau

ehemals selbständige Stadt Dessau[7]
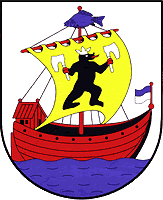
ehemals selbständige Stadt Roßlau (Elbe)

- Halle (Saale)

ehemals selbständige Stadt Halle-Neustadt

## Wappen der Landkreise in Sachsen-Anhalt

Altmarkkreis Salzwedel[9]
Landkreis Anhalt-Bitterfeld[10]
Landkreis Börde[11]
Burgenlandkreis[12]
Landkreis Harz[13]
Landkreis Jerichower Land[14]
Landkreis Mansfeld-Südharz[15]
Saalekreis[16]
Salzlandkreis[17]
Landkreis Stendal[18]
Landkreis Wittenberg[19]

## Wappen ehemaliger Landkreise

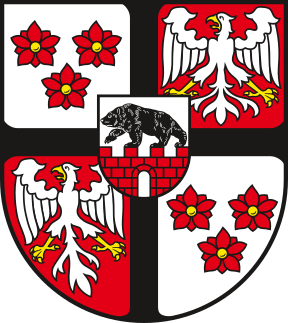
Landkreis Anhalt-Zerbst[20] (1935/1995)
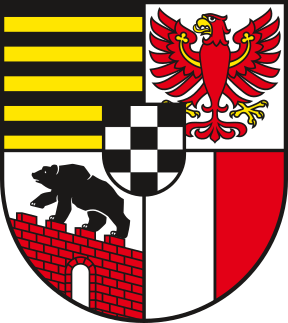
Landkreis Aschersleben[21] (1992)
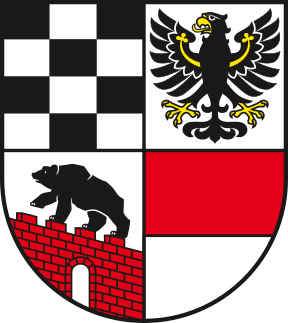
Landkreis Aschersleben-Staßfurt[22] (1995)
Landkreis Ballenstedt[23] (1936)
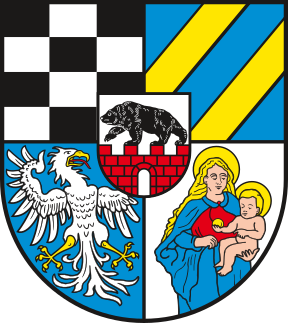
Landkreis Bernburg[24] (1936)
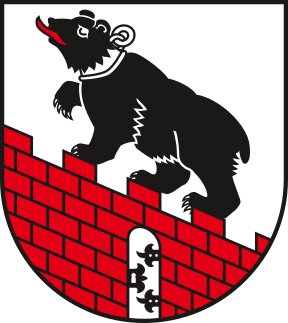
Landkreis Bernburg[25] (1992)
Landkreis Bitterfeld[26] (1939/1995)
Bördekreis[27] (1994)
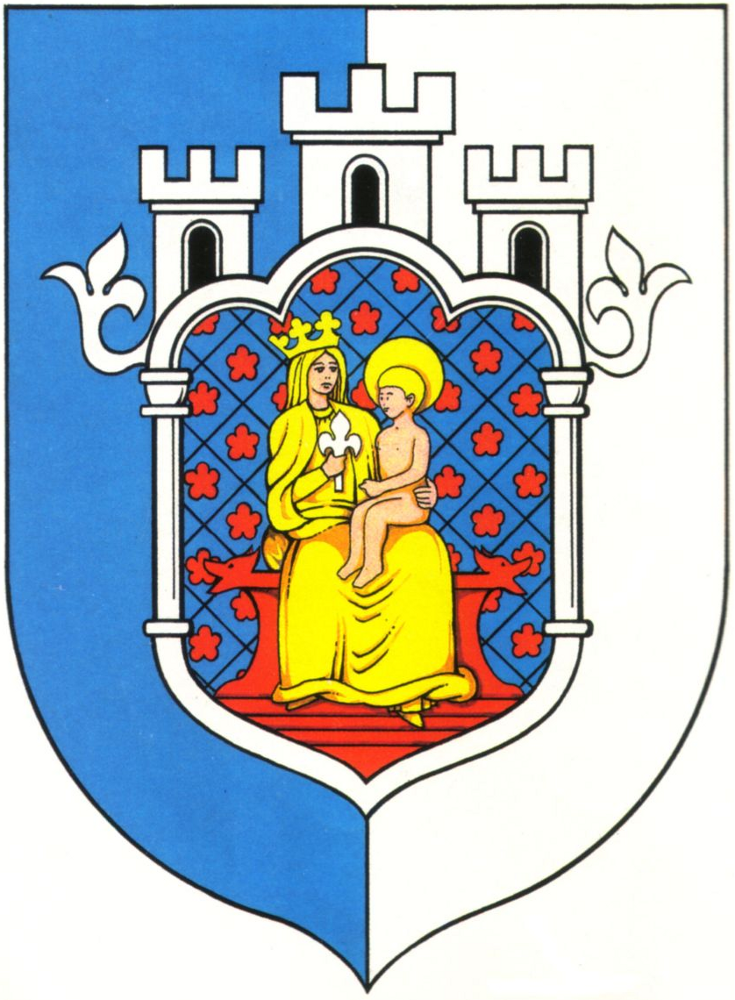
Landkreis Burg[28] (1990)
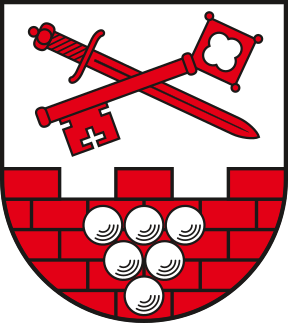
Burgenlandkreis[29] (1996)
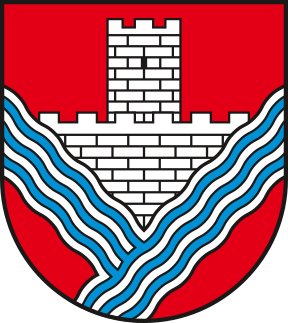
Landkreis Calbe (Saale)[30] (1933)
Landkreis Gardelegen[31] (1938)
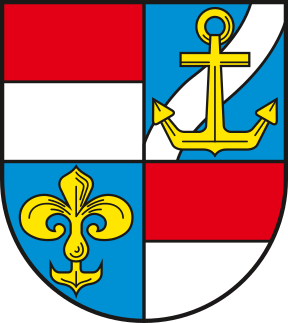
Landkreis Genthin[32] (1990)
Landkreis Halberstadt[33] (1995)
Landkreis Haldensleben[34] (????)
Landkreis Hohenmölsen[35] (1992)
Landkreis Jerichow II[36] (1938)
Landkreis Köthen[37] (1991)
Landkreis Mansfelder Land[38] (1995)
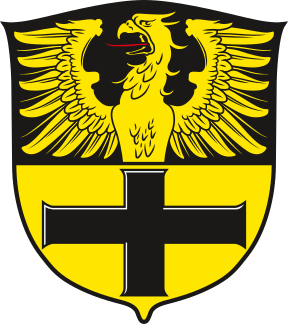
Landkreis Merseburg[39] (1937)
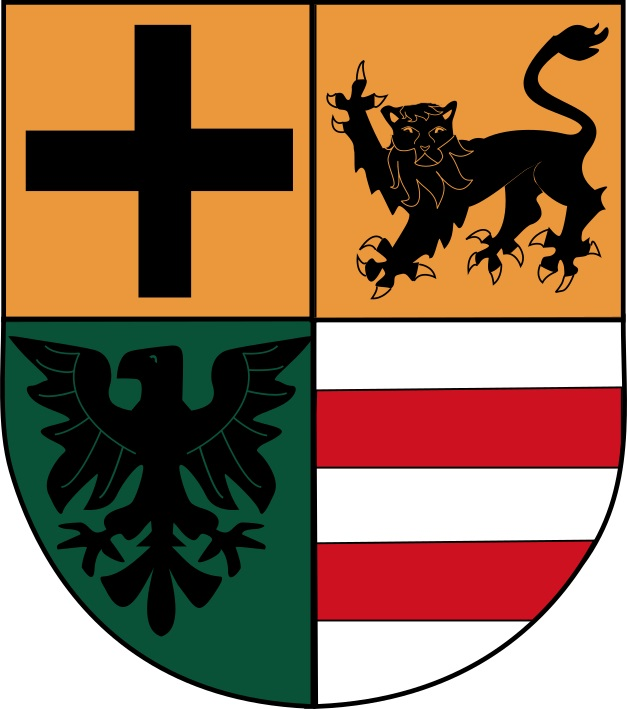
Landkreis Merseburg 1990–1994
Landkreis Merseburg-Querfurt[40] (1995)
Ohrekreis[41] (1995)
Landkreis Osterburg[42] (1938)
Landkreis Quedlinburg[43] (1939)
Landkreis Quedlinburg[44] (1990)
Landkreis Querfurt[45] (1934)
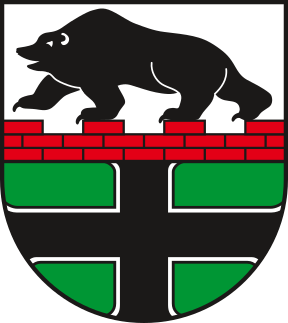
Landkreis Roßlau[46] (1991)
Saalkreis[47] (1937/1995)
Landkreis Salzwedel[48] (1937)
Landkreis Sangerhausen[49] (1991)
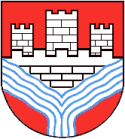
Landkreis Schönebeck[50] (1991)
Landkreis Stendal[51] (1937)
Landkreis Weißenfels[52] (1992)
Landkreis Weißenfels[53] (1994)
Landkreis Wernigerode[54] (1939/1995)
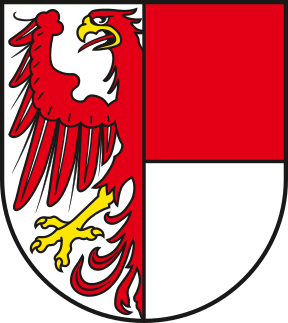
Landkreis Wolmirstedt[55] (1937)
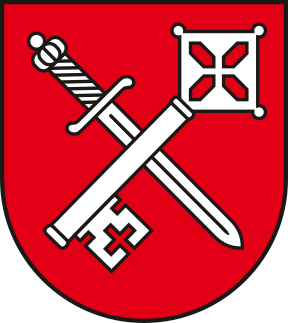
Landkreis Zeitz[56] (1993)
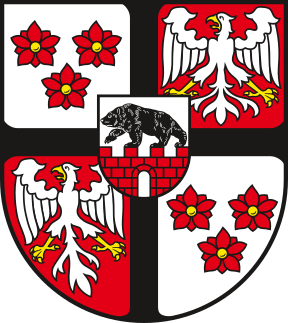
Landkreis Zerbst[20] (1935)

## Blasonierungen
1. ↑  Sachsen-Anhalt: „Das Landeswappen zeigt im geteilten Schild, oben neunmal geteilt, die Farben Gold über Schwarz, schrägrechts belegt mit einem grünen Rautenkranz sowie links - in Höhe der oberen fünf Teilungen - im silbernen Freifeld einen schwarzen Adler mit goldener Bewehrung und roter Zunge. Das untere Feld zeigt in Silber einen schreitenden schwarzen Bären auf einer schwarzgefugten roten Zinnenmauer mit offenem Tor.“
 (Gesetz über Wappen, Flaggen und Siegel vom 29. Januar 1991)
2. ↑  Provinz Sachsen: „In einem von Gold und Schwarz zehnmal quer gestreiften Felde ein schrägrechts liegender grüner Rautenkranz, darüber der aufsteigende Preußische Adler.“
 (genehmigt durch das Preußische Staatsministerium am 27. Juni 1927)
3. ↑  Sachsen-Anhalt bis 1952: „Neunmal von Schwarz und Gold geteilt, schrägrechts belegt mit einem grünen Rautenkranz. Das Wappen wird im Halbrund gekrönt von drei goldene Ähren, die mittlere stehend, die seitlichen nach rechts und links liegend. In den Zwischenräumen zwischen den Ähren sind rechts ein schwarzer Schlegel und links ein schwarzer Hammer angebracht, die Stiele von zwei grünen Lorbeerblättern begleitet.“
 (Eingeführt durch Beschluss des Landtags vom 14. Dezember 1948)
4. ↑  Dessau-Roßlau: „Geviert. Feld 1: in Silber am Spalt ein roter, goldbewehrter Adler mit roter Zunge. Feld 2: neunmal geteilt von Schwarz und Gold, belegt schrägrechts mit einem grünen Rautenkranz. Feld 3: golden-rot geviert. Feld 4: In Silber auf blauen Wellen ein linkshin fahrendes rotes Segelschiff, auf dessen goldenem Segel ein aufgerichteter, linksgewendeter, silbern gekrönter und rot bewehrter schwarzer Bär steht mit je einem abgewendeten Beil in beiden Vordertatzen; die rote Mastspitze mit einem blauen Karpfen beheftet; am Bug die Stadtfahne von Roßlau in Blau über Silber. Das Wappen wird gekrönt von fünf roten Mauerzinnen.“
5. ↑  Halle (Saale): „In Silber steigender roter Mond zwischen zwei sechsstrahligen roten Sternen, wobei der überhöhte Stern etwas größer dargestellt ist.“
6. ↑  Magdeburg: „In Silber eine gezinnte rote, schwarz gefugte Burg mit zwei spitzbedachten Türmen, geöffnetem goldenen Tor und hochgezogenem schwarzen Fallgatter; zwischen den Türmen wachsend eine grün gekleidete Jungfrau (Magd), in der erhobenen Rechten einen grünen Kranz emporhaltend.“
7. ↑  Dessau: „Gespalten mit golden-rot geviertem Schildfuß, vorn in Silber am Spalt ein roter, goldbewehrter Adler mit roter Zunge; hinten neunmal geteilt von Schwarz und Gold, belegt schrägrechts mit einem grünen Rautenkranz. Das Wappen wird gekrönt von fünf roten Mauerzinnen.“
8. ↑  Roßlau (Elbe): „In Silber auf blauen Wellen ein linkshin fahrendes rotes Segelschiff, auf dessen goldenem Segel ein aufgerichteter, linksgewendeter, silbern gekrönter und rot bewehrter schwarzer Bär steht mit je einem abgewendeten Beil in beiden Vordertatzen; die rote Mastspitze mit einem blauen Karpfen beheftet; am Bug die Stadtfahne in Blau über Silber.“
9. ↑  Altmarkkreis Salzwedel: „Gespalten und halbgeteilt von Silber, Gold und Blau; vorn am Spalt ein roter Adler mit goldener Bewehrung, hinten oben ein aufgerichteter blauer Löwe mit roter Zunge und Bewehrung, hinten unten ein goldener vorheraldischer ankerkreuzförmiger Beschlag.“
(genehmigt am 24. November 1994)
10. ↑  Landkreis Anhalt-Bitterfeld: „Geviert; 1: in Silber ein auf roter Zinnenmauer linkshin schreitender schwarzer Bär; 2: in Gold ein rot bewehrter, dreizehiger, schwarzer Löwe mit ausgeschlagener Zunge; 3: in Silber drei rote Seeblätter (2:1); 4: in Rot eine wachsende silberne Palme mit Früchten.“
 (genehmigt am 31. August 2007)
11. ↑  Landkreis Börde: „In Rot ein reitender silberner Krieger, die gesenkte Knebellanze in der Rechten und mit dem Rundschild am linken Arm den oberen Teil des gegürteten Schwertes verdeckend, der gezäumte silberne Hengst schreitend auf einer zum Mäander gewundenen silbernen Schlange, deren Kopf sich am linken Schildrand abwärts in den Schildfuß senkt (Hornhausener Reiter).“
 (genehmigt am 8. August 2007)
12. ↑  Burgenlandkreis: „In Silber eine schwarzgefugte rote Burg, die erniedrigte Burgmauer besetzt mit 2 oben anstoßenden und in den Außenrand verschwindenden Zinnentürmen, zwischen den Türmen eine sechsbeerige (3:2:1) blaue Weintraube mit zwei grünen Blättern, die Burgmauer belegt mit einem goldenen Schild, darin ein schwarzes Bergmannsgezähe.“
(Hauptsatzung des Burgenlandkreis (Memento des Originals vom 14. Mai 2011 im Internet Archive)  Info: Der Archivlink wurde automatisch eingesetzt und noch nicht geprüft. Bitte prüfe Original- und Archivlink gemäß Anleitung und entferne dann diesen Hinweis.)
13. ↑  Landkreis Harz: „Gespalten von Silber und Rot, vorn zwei zugewendete, steigende rote Forellen, hinten zwei schräg gekreuzte silberne Kredenzmesser mit goldenen Griffen.“
 (genehmigt am 3. Januar 2008)
14. ↑  Landkreis Jerichower Land: „Gespalten von Blau und Silber, vorn ein silberner Pfahl, hinten ein schwarzer silbern konturierter und rotbewehrter Kranich.“
 (genehmigt am 12. September 1995)
15. ↑  Landkreis Mansfeld-Südharz: „Halbgespalten und geteilt; vorn oben geviert, Feld 1 und 4: sechsfach Silber über Rot geteilt; Feld 2 und 3: in Silber sechs (3:3) rote Rauten; hinten oben in Silber eine stilisierte natürliche rote Rose; unten in Grün ein silbernes Dreieck, belegt mit einem schräggekreuzten schwarzen Bergmannsgezähe.“
 (genehmigt am 17. März 2008)
16. ↑  Saalekreis: „Geviert; Feld 1: geteilt von Rot über Silber, Feld 2: in Gold ein rotbewehrter schwarzer Löwe, Feld 3: in Gold ein schwarzes Kreuz, Feld 4: siebenmal geteilt von Silber über Rot.“
 (genehmigt am 8. August 2007)
17. ↑  Salzlandkreis: „Geviert von Rot und Silber; Feld 1 und 4: ein mit drei goldenen Bändern umwundenes silbernes "Stück Salz" in goldenem Stutzkorb; Feld 2: ein schwarzer, goldbewehrter Adler, die Achsen der Flügel mit goldenen Kleestengeln belegt; Feld 4: ein schreitender schwarzer Bär mit silbernem Halsband und roter heraushängender Zunge auf einer schrägrechts aufsteigenden roten, schwarz gefugten Zinnenmauer mit geschlossenem Tor, das links schwarze Türbeschläge und rechts ein schwarzes Schloss enthält.“
 (genehmigt am 29. Oktober 2007)
18. ↑  Landkreis Stendal: „Gespalten vorn in Silber ein roter goldbewehrter Adler am Spalt und hinten geteilt oben in Blau ein dreiblättriges goldenes Kleeblatt, bewinkelt von drei silbernen Eichenblättern, hinten unten in Schwarz drei (2 : 1 gestellte) goldene Rauten.“ (genehmigt am 20. Dezember 1995)
19. ↑  Landkreis Wittenberg: „Der Landkreis Wittenberg führt ein Wappen. Es zeigt im Schwarz und Silber geteilten Schild zwei schräggekreuzte rote Schwerter.“
 (§ 3 Abs. 2 der Hauptsatzung des Landkreises Wittenberg (Seite nicht mehr abrufbar, festgestellt im April 2019. Suche in Webarchiven)  Info: Der Link wurde automatisch als defekt markiert. Bitte prüfe den Link gemäß Anleitung und entferne dann diesen Hinweis. (PDF; 28 kB), vom alten Landkreis erstmals 1939 geführt durch Erlass des preußischen Staatsministeriums vom 28. Februar 1939, erneut angenommen am 28. November 1990 und am 15. Dezember 1994 genehmigt)
20. 1 2  Landkreis Anhalt-Zerbst (vor dem 1. Juli 1994 Landkreis Zerbst): „Geviert durch ein schwarzes Kreuz, belegt mit einem Herzschild; Feld 1 und 4: in Silber drei (2:1) rote Rosen, Feld 2 und 3: in Rot einen silberner goldbewehrter Adler; der Herzschild zeigt in Silber auf roter, schwarz gefugter Zinnenmauer mit offenem Tor einen nach rechts schreitenden schwarzer Bären.“
 (genehmigt am 18. Dezember 1935 für den Landkreis Zerbst, vom Landkreis Anhalt-Zerbst mit Genehmigung vom 27. Februar 1995 fortgeführt)
21. ↑  Landkreis Aschersleben: „Geviert. 1: Neunfach geteilt von Schwarz über Gold; 2: in Silber ein roter goldbewehrter Adler, die Flügel mit goldenen Kleestengeln belegt; 3: auf rechtsteigender roter Zinnenmauer mit offenem Tor ein nach rechts schreitender schwarzer Bär; belegt mit einem zwölffach von Schwarz und Silber geschachten Herzschild.“
 (genehmigt am 24. Juli 1992)
22. ↑  Landkreis Aschersleben-Staßfurt: „Geviert; Feld 1: 12fach von Schwarz und Silber geschacht; Feld 2: in Silber ein schwarzer, goldbewehrter Adler, die Achsen der Flügel mit goldenen Kleestengeln belegt; Feld 3: in Silber ein schreitender schwarzer Bär auf roter, schräg aufsteigender Zinnenmauer mit offenem Tor; Feld 4: geteilt von Rot und Silber.“
 (genehmigt am 27. Februar 1995)
23. ↑  Landkreis Ballenstedt: „Geviert. 1: am Spalt ein roter goldbewehrter Adler; 2: neunmal geteilt, die Farben Schwarz über Gold, schrägrechts belegt mit einem grünen Rautenkranz; 3: neunmal geteilt, die Farben Schwarz über Gold; 4: In Silber der rotgewandete heilige Cyriacus; im silbernen Herzschild auf roter Zinnenmauer mit offenem Tor ein nach rechts schreitender schwarzer Bär.“ (genehmigt 1936)
24. ↑  Landkreis Bernburg (1936): „Geviert. 1: Zwölffach geschacht von Schwarz und Silber; 2: in Blau zwei goldene Schräglinksbalken; 3: in Blau ein linkssehender goldbewehrter silberner Adler; 4: in Silber eine blaugewandete Muttergottes mit dem Jesuskinde. Im silbernen Herzschild auf roter Zinnenmauer mit offenem Tor ein nach rechts schreitender schwarzer Bär.“
 (genehmigt im März 1936)
25. ↑  Landkreis Bernburg (1992): „Das Wappen des Landkreises Bernburg zeigt in Silber ein schreitender schwarzer Bär mit silbernen Halsband und roter heraushängender Zunge auf einer schrägrechts aufsteigenden roten, schwarz gefugten Zinnenmauer mit geschlossenem Tor, das links schwarze Türbeschläge und rechts ein schwarzes Schloss enthält.“
 (§ 2 Abs. 1 der Hauptsatzung des Landkreises Bernburg, genehmigt am 15. Juni 1992 und bestätigt am 1. Juni 1995)
26. ↑  Landkreis Bitterfeld: „Geviert. Feld 1 und 4: in Silber drei zwei zu eins gestellte rote Seeblätter; Feld 2: in Gold ein schwarzer, rotbewehrter Löwe; Feld 3: in Gold zwei blaue Pfähle.“ (genehmigt am 15. Februar 1939 und bestätigt am 28. Februar 1995)
27. ↑  Bördekreis: „Geviert von Silber und Rot, belegt mit einem schrägrechts liegenden Wellenbalken, in Feld 2 eine aufrecht stehende goldene Ähre, in Feld 3 ein goldenes Sensenblatt.“
 (genehmigt am 14. Oktober 1994)
28. ↑  Landkreis Burg (1990): „Gespalten von Blau und Silber; Es zeigt die gekrönte Maria mit dem Kind auf dem linken Arm, in der Rechten ein Lilienzepter haltend, auf einem mit Wolfsköpfen verzierten Faltstuhl unter einem oben mit drei Zinnentürmen besetzten Kleeblattbogen, ausgefüllt mit von Rosen besteckten Rauten.“
 (genehmigt am 27. Juli 1990)
29. ↑  Burgenlandkreis: „In Silber eine rote, schwarz gefugte Zinnenmauer, belegt mit einer silbernen Weintraube aus 6 Beeren (3:2:1), darüber ein gestürztes rotes Schwert mit rundem Knopf am Griff und runden Ecken der Parierstange, schräggekreuzt mit einem roten Schlüssel, der Bart vorn unten abwärts gekehrt, das Schließblatt viereckig.“
 (§ 2 Abs. 1 der Hauptsatzung des Burgenlandkreises (Memento des Originals vom 26. Juni 2015 im Internet Archive)  Info: Der Archivlink wurde automatisch eingesetzt und noch nicht geprüft. Bitte prüfe Original- und Archivlink gemäß Anleitung und entferne dann diesen Hinweis., genehmigt am 12. Juli 1996)
30. ↑  Landkreis Calbe (Saale): „In Rot auf der unteren Schildhälfte 2 silberne mit 3 blauen Flußbändern (da rechte Flußband ins linke einfließend). Im nach dem unteren Schildrande gerichteten Flußmündungswinkel eine silberne, schwarz gefugte, zinnenbewehrte Burgmauer mit dahinter aufragendem, schwarz gefugtem, zinnenbewehrtem Turm.“
 (genehmigt am 9. Dezember 1933)
31. ↑  Landkreis Gardelegen: „Geteilt; oben in Silber ein wachsender goldbewehrter roter Adler, unten in Rot ein schreitender blaubewehrter und blaubezungter goldener Löwe.“
 (genehmigt am 14. September 1938)
32. ↑  Landkreis Genthin: „Geviert; Feld 1 und 4: von Rot über Silber geteilt; Feld 2: in Blau ein silberner Wellenschräglinksbalken, belegt mit einem goldenen Anker; Feld 3: in Blau eine goldene heraldische Lilie.“
 (genehmigt am 15. Oktober 1990)
33. ↑  Landkreis Halberstadt: „Gespalten von Silber und Rot.“
 (genehmigt am 20. Juli 1995)
34. ↑  Landkreis Haldensleben: „In Rot.“
 (genehmigt am ????)
35. ↑  Landkreis Hohenmölsen: „In Gold ein vierblättriges grünes Kleeblatt, belegt mit einem schwarzen Bergmannsgezähe.“
 (genehmigt am 16. Januar 1992)
36. ↑  Landkreis Jerichow II „Geviert; Feld 1 und 4: von Rot über Silber geteilt; Feld 2 und 3: in Blau ein goldenes dreiblättriges Kleeblatt, bewinkelt von 3 silbernen Eichenblättern.“
 (genehmigt am 21. April 1938)
37. ↑  Landkreis Köthen: „Gespalten von Schwarz und Silber; vorn ein offener silberner Flug, hinten eine auf rotem Schildfuß stehende natürliche Palme.“
 (genehmigt am 30. Mai 1991)
38. ↑  Landkreis Mansfelder Land: „Das Wappen ist in folgende Bestandteile gegliedert: Quadrierter Silberschild, Feld 1 : geviert, 1 : 4 drei rote Balken, 2 : 3 sechs rote Rauten (3 : 3), Feld 2: ein schwarzes Bergmannsgezähe, Feld 3: eine grüne Tanne auf grünem gewelltem Schildfuß, Feld 4: ein aufgerichteter roter Fisch.“
 (§ 2 Abs. 1 der Hauptsatzung des Landkreises Mansfelder Land, genehmigt am 20. Juli 1995)
39. ↑  Landkreis Merseburg: „Geteilt von Schwarz über Gold, oben ein wachsender rotgezungter Adler, unten ein freistehendes Prankenkreuz in verwechselten Farben.“
 (genehmigt am 31. Juli 1937)
40. ↑  Landkreis Merseburg-Querfurt: „Geviert; Feld 1 und 4: in Gold ein schwarzes Kreuz; Feld 2 und 3: siebenmal geteilt Silber über Rot.“
 (§ 2 Abs. 1 der Hauptsatzung des Landkreises Merseburg-Querfurt, genehmigt am 30. November 1995)
41. ↑  Ohrekreis: „Schräglinksgeteilt durch Wellenschnitt Rot über Silber, oben ein fünfblättriger silberner Buchenzweig, unten ein blauer Wellenschräglinksbalken.“
 (genehmigt am 11. Mai 1995)
42. ↑  Landkreis Osterburg: „Geteilt von Silber über Schwarz; oben ein wachsender goldbewehrter roter Adler; unten drei (2:1) goldene Rauten.“ (genehmigt am 29. September 1938)
43. ↑  Landkreis Quedlinburg (1939): „In Rot zwei schräggekreuzte silberne Vorlegemesser mit goldenen Griffen.“
 (genehmigt am 7. Juli 1939)
44. ↑  Landkreis Quedlinburg (1990): „Von Silber und Rot durch eine eingebogene neunmal Schwarz über Gold geteilte Spitze geteilt, vorn eine rote vierendige, nach links gebogene rote Geweihstange, hinten zwei schräggekeuzte silberne Kredenzmesser mit goldenen Griffen.“
 (§ 2 Abs. 1 der Hauptsatzung des Landkreises Quedlinburg, genehmigt am 24. September 1990)
45. ↑  Landkreis Querfurt: „Siebenmal geteilt von Silber über Rot.“
 (genehmigt am 31. Juli 1934)
46. ↑  Landkreis Roßlau: „Durch roten Mauerzinnenbalken geteilt; oben in Silber ein rechtsschreitender schwarzer Bär, unten in Grün ein silbern bordiertes schwarzes Kreuz des Deutschen Ordens.“
 (genehmigt am 15. Oktober 1991)
47. ↑  Saalkreis: „Geviert; 1 und 4: von Rot und Silber geteilt, 2: in Gold ein schwarzer rot bewehrter Löwe, 3: in Gold zwei blaue Pfähle.“
 (§ 2 Abs. 1 der Hauptsatzung des Landkreises Saalkreis, genehmigt am 31. Mai 1937, bestätigt am 13. März 1995)
48. ↑  Landkreis Salzwedel: „Geteilt; oben in Silber ein wachsender goldbewehrter roter Adler, unten in Schwarz zwei goldene Balken.“ 
 (genehmigt am 17. August 1937 durch den Oberpräsidenten der Provinz Sachsen)
49. ↑  Landkreis Sangerhausen: „In Grün ein silbernes gleichschenkliges Dreieck mit der Spitze nach oben, belegt mit einer roten Rosenblüte, darunter zwei gekreuzte silberne Doppelhaken.“ 
 (genehmigt am 10. Dezember 1991)
50. ↑  Landkreis Schönebeck: „In Rot über einer fünfmal blau gewellten silbernen Deichsel eine silberne, schwarz gefugte, zinnenbewehrte Burgmauer, dahinter aufragend drei silberne, schwarz gefugte, zinnenbewehrte Türme, der mittlere Turm erhöht.“ 
(genehmigt am 10. Oktober 1991)
51. ↑  Landkreis Stendal: „Geteilt von Silber über Blau; oben ein wachsender goldbewehrter roter Adler; unten ein dreiblättriges goldenes Kleeblatt, bewinkelt von drei silbernen Eichenblättern.“
 (genehmigt am 31. Juli 1937)
52. ↑  Landkreis Weißenfels (1992): „Schrägrechtsgeteilt durch einen silbernen Wellenbalken von Gold über Blau, im goldenen Feld ein schwarzer Adler.“ (genehmigt 1992)
53. ↑  Landkreis Weißenfels (1994) „In Gold ein blauer Wellenschrägrechtsbalken, beseitet oben mit einem goldbewehrten, rotbezungten schwarzen Adler, unten ein vierblättriges grünes Kleeblatt, belegt mit schräggekreuzten schwarzen Schlägel und Eisen.“
 (genehmigt am 14. Oktober 1994)
54. ↑  Landkreis Wernigerode: „Gespalten von Silber und Rot mit zwei aufgerichteten, einander zugewendeten Forellen in verwechselten Farben.“
 (Genehmigt am 13. September 1939 und bestätigt am 11. August 1995)
55. ↑  Landkreis Wolmirstedt: „Gespalten und halb geteilt von Silber, Rot und Silber, vorn ein goldbewehrter, gezungter roter Adler am Spalt.“
 (genehmigt am 4. Januar 1937)
56. ↑  Landkreis Zeitz: „In Rot ein gestürztes silbernes Schwert mit rundem Knopf am Griff und runden Ecken der Parierstange, schräggekreuzt mit einem silbernen Schlüssel, der Bart vorn unten abwärts gekehrt, das Schließblatt viereckig.“
 (genehmigt am 21. Juli 1993)